# Gueral (La Peroja)
Gueral (llamada oficialmente San Martiño de Gueral) es una parroquia y una aldea del municipio español de La Peroja, en la provincia de Orense, Galicia.

## Toponimia
La parroquia también es conocida por el nombre de San Martín de Gueral.

## Organización territorial
La parroquia está formada por cinco entidades de población:

### Entidades de población
Entidades de población que forman parte de la parroquia:
- Corvelle
- Gueral
- Vilar de Corvelle

### Despoblados
Despoblados que forman parte de la parroquia:
- Alemparte
- Conchouso (O Conchouso)

## Demografía

### Parroquia
| Gráfica de evolución demográfica de Gueral (parroquia) entre 2000 y 2023 |
|                                                                          |
| Datos según el nomenclátor publicado por el INE.                         |

### Aldea
| Gráfica de evolución demográfica de Gueral (aldea) entre 2000 y 2023 |
|                                                                      |
| Datos según el nomenclátor publicado por el INE.                     |